# Нептун
Непту́н — восьмая и самая дальняя от Солнца планета Солнечной системы. Его масса превышает массу Земли в 17,2 раза и является третьей среди планет Солнечной системы, а по экваториальному диаметру Нептун занимает четвёртое место, превосходя Землю в 3,9 раза. Планета названа в честь Нептуна — римского бога морей.
Обнаружен 23 сентября 1846 года, став первой планетой, открытой благодаря математическим расчётам. Обнаружение непредсказуемых изменений орбиты Урана породило гипотезу о неизвестной планете, гравитационным возмущающим влиянием которой они и обусловлены. Нептун был найден в пределах предсказанной орбиты. Вскоре был открыт его крупнейший спутник Тритон, а в 1949 году — Нереида. Нептун посещался лишь одним космическим аппаратом, «Вояджером-2», который пролетел вблизи планеты 24—25 августа 1989 года. С его помощью были открыты кольца Нептуна и 6 его спутников. Остальные известные спутники Нептуна открыты в XXI веке.
Нептун по составу близок к Урану, и обе планеты отличаются от более крупных планет-гигантов — Юпитера и Сатурна. Иногда Уран и Нептун помещают в отдельную категорию «ледяных гигантов». Атмосфера Нептуна, подобно атмосфере Юпитера и Сатурна, состоит в основном из водорода и гелия, наряду со следами углеводородов и, возможно, азота, однако содержит более высокую долю воды, аммиака и метана. Недра Нептуна и Урана состоят главным образом изо «льдов» и камня. Следы метана во внешних слоях атмосферы являются причиной синего цвета планеты.
В атмосфере Нептуна бушуют самые сильные ветры среди планет Солнечной системы; по разным оценкам, их скорости могут достигать 600 м/с. Температура Нептуна в верхних слоях атмосферы близка к −220 °C. В центре Нептуна температура составляет, по различным оценкам, от 5000 K до 7000—7100 °C, что сопоставимо с температурой на поверхности Солнца и сравнимо с внутренней температурой большинства известных планет. У Нептуна есть слабая и фрагментированная система колец, возможно, обнаруженная ещё в 1960-е годы, но достоверно подтверждённая «Вояджером-2» лишь в 1989 году.
12 июля 2011 года исполнился ровно один нептунианский год — или 164,79 земного года — с момента открытия Нептуна.

## Физические характеристики

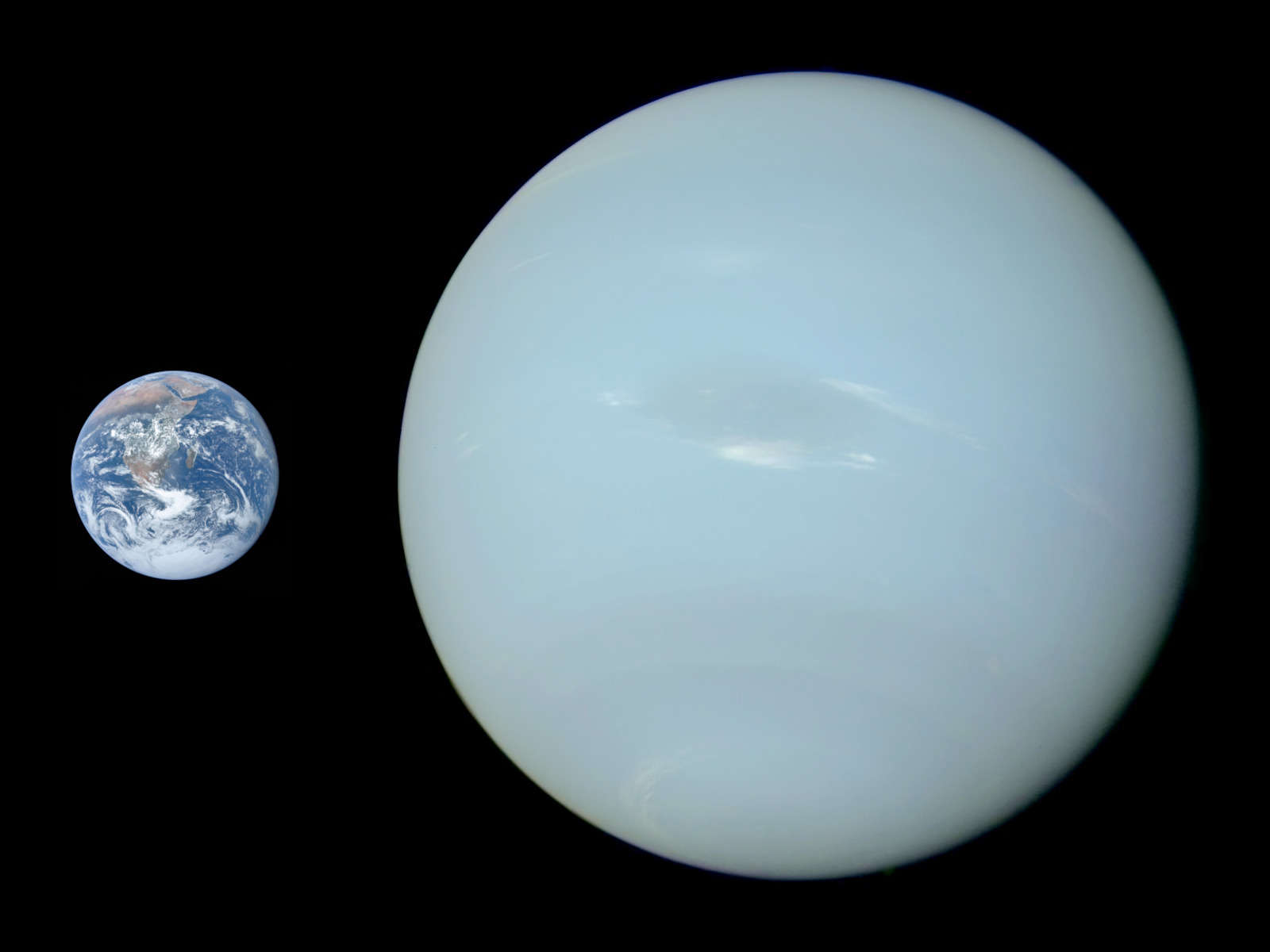
Сопоставление размеров Земли и Нептуна

Масса Нептуна (1,02409⋅1026 кг) находится между массой Земли и массой больших газовых гигантов. Экваториальный радиус Нептуна равен 24 764 км, что почти в 4 раза больше земного. Нептун и Уран часто считаются подклассом газовых гигантов, который называют «ледяными гигантами» из-за их меньшего размера и иного состава (меньшей концентрации летучих газов). При поиске экзопланет Нептун используется как метоним: обнаруженные экзопланеты со схожей массой часто называют «нептунами», также часто астрономы используют как метоним «юпитеры».

### Орбита и вращение

За один полный оборот Нептуна вокруг Солнца наша планета совершает 164,79 оборота

Среднее расстояние между Нептуном и Солнцем — 4,55 млрд км (30,1 а.е.), и полный оборот вокруг Солнца у него занимает 164,79 года. 12 июля 2011 года Нептун завершил свой первый с момента открытия планеты в 1846 году полный оборот. С Земли он был виден иначе, чем в день открытия, в результате того, что период обращения Земли вокруг Солнца (365,25 дня) не является кратным периоду обращения Нептуна. Эллиптическая орбита планеты наклонена на 1,77° относительно орбиты Земли. Эксцентриситет орбиты равен 0,011, поэтому расстояние между Нептуном и Солнцем изменяется на 101 млн км. Осевой наклон Нептуна — 28,32°, что похоже на наклон оси Земли и Марса. В результате этого планета испытывает схожие сезонные изменения. Однако из-за длинного орбитального периода Нептуна времена года длятся около сорока земных лет каждый.
Период вращения Нептуна вокруг своей оси составляет около 16 часов. У Нептуна сильнее всех планет Солнечной системы выражено дифференциальное вращение. Период обращения экваториальных слоёв атмосферы составляет около 18 часов, а у полюсов — 12 часов. Это приводит к сильному широтному сдвигу ветров. Магнитное поле планеты делает оборот за 16 часов.

#### Орбитальные резонансы

Диаграмма показывает орбитальные резонансы, вызванные Нептуном в поясе Койпера: резонанс 2:3 (плутино), «классический пояс», с орбитами, на которые Нептун существенного влияния не оказывает, и резонанс 1:2 (тутино)

Нептун оказывает большое влияние на весьма отдалённый от него пояс Койпера. Пояс Койпера — кольцо из ледяных малых планет, подобное поясу астероидов между Марсом и Юпитером, но намного протяжённее. Он располагается в пределах от орбиты Нептуна (30 а.е.) до 55 астрономических единиц от Солнца. Сила притяжения Нептуна оказывает наиболее существенное влияние на пояс Койпера, сравнимое по доле с влиянием силы притяжения Юпитера на пояс астероидов. За время существования Солнечной системы некоторые области пояса Койпера были дестабилизированы гравитацией Нептуна, и в структуре пояса образовались промежутки. В качестве примера можно привести область между 40 и 42 а.е.
Орбиты объектов, которые могут удерживаться в этом поясе в течение достаточно долгого времени, определяются т. н. вековыми резонансами с Нептуном. Для некоторых орбит это время сравнимо с временем всего существования Солнечной системы. Эти резонансы появляются, когда период обращения объекта вокруг Солнца соотносится с периодом обращения Нептуна как небольшие натуральные числа, например, 1:2 или 3:4. Если, к примеру, объект будет совершать оборот вокруг Солнца в два раза медленнее Нептуна, то он пройдёт ровно половину пути, тогда как Нептун вернётся в своё начальное положение. Наиболее плотно населённая часть пояса Койпера, включающая в себя более 200 известных объектов, находится в резонансе 2:3 с Нептуном. Эти объекты совершают один оборот каждые 1½ оборота Нептуна и известны как «плутино», потому что среди них находится один из крупнейших объектов пояса Койпера — Плутон.
Хотя орбиты Нептуна и Плутона подходят очень близко друг к другу, резонанс 2:3 не позволит им столкнуться.
В других, менее «населённых», областях существуют резонансы 3:4, 3:5, 4:7 и 2:5.
В своих точках Лагранжа (L4 и L5) — зонах гравитационной стабильности — Нептун удерживает множество астероидов-троянцев. Троянцы Нептуна находятся с ним в резонансе 1:1. Троянцы очень устойчивы на своих орбитах, и поэтому гипотеза их захвата гравитационным полем Нептуна сомнительна. Скорее всего, они сформировались вместе с ним.

### Внутреннее строение
Внутреннее строение Нептуна напоминает внутреннее строение Урана. Атмосфера составляет примерно 5—10 % массы планеты и 10—20 % её радиуса. Давление атмосферы, вероятно, составляет около 10 ГПа.

Внутреннее строение Нептуна:
1. Верхняя атмосфера, верхние облака
2. Атмосфера, состоящая из водорода, гелия и метана
3. Мантия, состоящая из воды, аммиака и метана
4. Каменно-ледяное ядро

Атмосфера Нептуна постепенно уплотняется в перегретую жидкую мантию, где температуры достигают 2000—5000 К. Мантия Нептуна массивнее земной, по разным оценкам, в 10—15 раз и состоит из метана, аммиака, воды и прочих соединений. Планетологи называют эту субстанцию льдом, хотя это горячая и очень плотная жидкость. Эту жидкость, обладающую высокой электропроводимостью, иногда называют океаном водного аммиака.
На глубине 7000 км условия таковы, что метан разлагается на алмазные кристаллы, которые «падают» на ядро.
Согласно одной из гипотез, верхняя часть мантии планеты может быть океаном из жидкого углерода с плавающими твёрдыми алмазами.
Ядро Нептуна состоит из железа, никеля и силикатов и, судя по моделям строения планеты, имеет массу около 1,2 M⊕. Давление в центре достигает 7 Мбар. Температура в центре, возможно, достигает 5400 К.

### Магнитосфера
И своей магнитосферой, и магнитным полем, сильно наклонённым на 47° относительно оси вращения планеты и распространяющимся на 0,55 от её радиуса (приблизительно 13 500 км), Нептун напоминает Уран. До прибытия к Нептуну «Вояджера-2» учёные полагали, что наклонённая магнитосфера Урана — результат его «бокового вращения». Однако теперь, после сравнения магнитных полей этих двух планет, учёные полагают, что такая странная ориентация магнитосферы в пространстве может быть вызвана приливами во внутренних областях. Такое поле может появиться благодаря конвективным перемещениям жидкости в тонкой сферической прослойке электропроводных жидкостей этих двух планет (предполагаемая комбинация из аммиака, метана и воды), что приводит в действие гидромагнитное динамо.
Магнитное поле на экваториальной поверхности Нептуна оценивается в 1,42 μT при магнитном моменте 2,16⋅1017 Tm³. Магнитное поле Нептуна имеет сложную геометрию с относительно большими небиполярными компонентами, включая сильный квадрупольный момент, который по мощности может превышать дипольный. В противоположность этому — у Земли, Юпитера и Сатурна относительно небольшой квадрупольный момент, и их поля менее отклонены от полярной оси.
Головная ударная волна Нептуна, где магнитосфера начинает замедлять солнечный ветер, проходит на расстоянии в 34,9 радиусов планеты. Магнитопауза, где давление магнитосферы уравновешивает солнечный ветер, находится на расстоянии в 23—26,5 радиусов Нептуна. Хвост магнитосферы тянется до расстояния в 72 радиуса Нептуна, а возможно и гораздо дальше.

## Атмосфера и климат

### Атмосфера

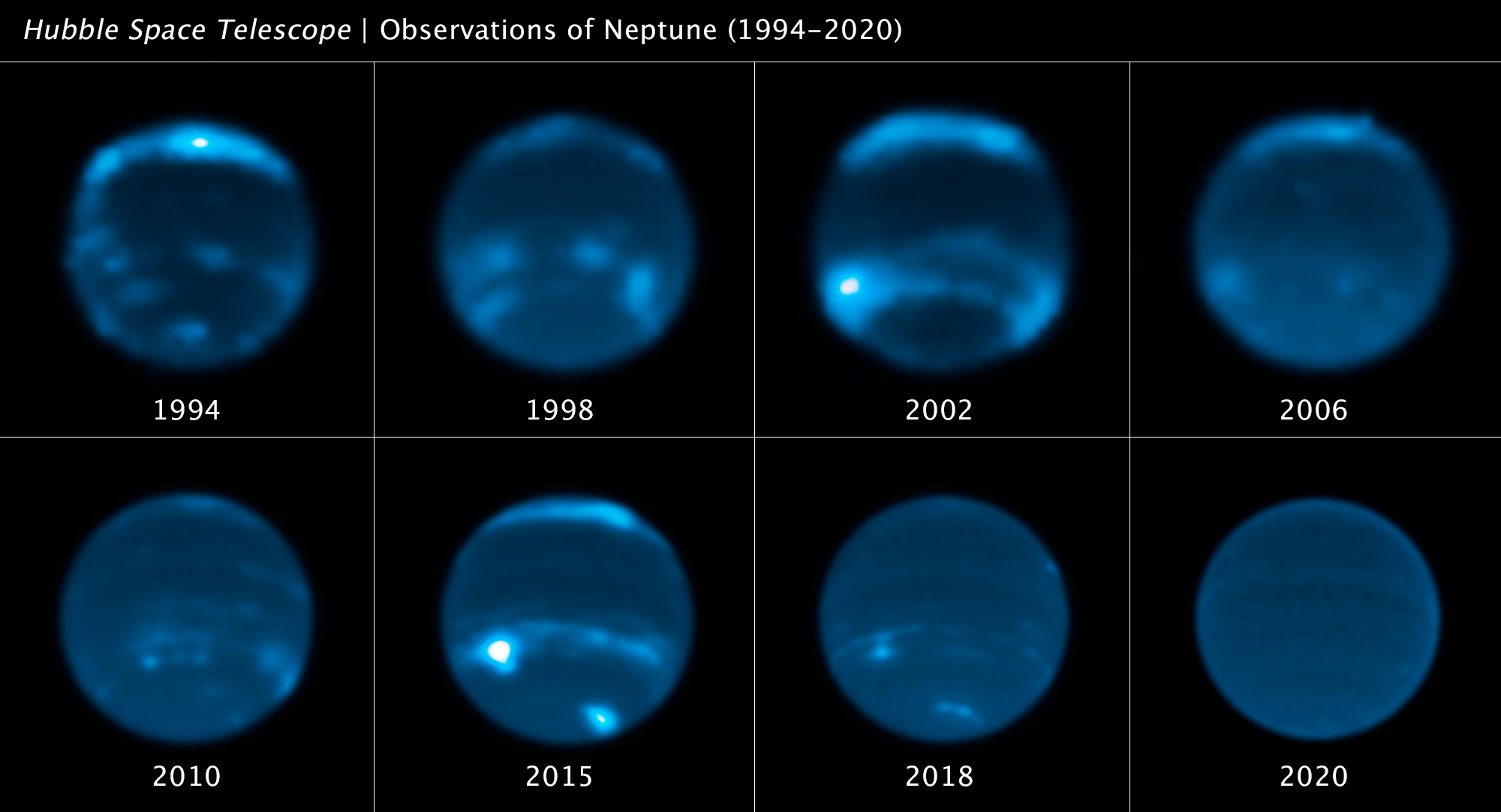
Фотографии Нептуна с телескопа «Хаббл» (1994—2020). Изменение количества облаков предположительно связано с периодами солнечной активности.

В верхних слоях атмосферы обнаружен водород и гелий с небольшим количеством метана. Заметные полосы поглощения метана встречаются на длинах волн выше 600 нм (в красной и инфракрасной части спектра). Как и в случае с Ураном, синий оттенок вызван в основном поглощением красного света метаном. Долгое время считалось, что цвет Нептуна более насыщенно-синий, чем у Урана. Так как содержание метана в атмосфере Нептуна не сильно отличается от такового в атмосфере Урана, предполагалось, что существует также некий, пока неизвестный, компонент атмосферы, способствующий появлению синей окраски. Однако опубликованное в январе 2024 года исследование показало, что на самом деле Нептун и Уран имеют схожий цвет атмосферы, а расхождение в цветах было вызвано иными динамическими диапазонами и дополнительной обработкой фотографий Нептуна с аппарата «Вояджер-2». Учёные из Оксфордского университета использовали спектрографические данные с телескопов «Хаббл» и VLT и сопоставили их с фотографиями «Вояджера-2», получив новые, более близкие к реальности, изображения. Как оказалось, в оригинальных фотографиях 1989 года были усилены цвета, чтобы показать облака и штормы планеты. Первоначально фотографии публиковались с соответствующей пометкой об этом, но впоследствии об этом забыли и тёмно-синий цвет Нептуна стал восприниматься как реальный.
Атмосфера Нептуна подразделяется на 2 основные области: более низкая тропосфера, где температура снижается вместе с высотой, и стратосфера, где температура с высотой, наоборот, увеличивается. Граница между ними, тропопауза, находится на уровне давления в 0,1 бар. Стратосфера сменяется термосферой на уровне давления ниже, чем 10−4 — 10−5 микробар. Термосфера постепенно переходит в экзосферу.

Модели тропосферы Нептуна позволяют полагать, что в зависимости от высоты, она состоит из облаков переменных составов. Облака верхнего уровня находятся в зоне давления ниже одного бара, где температура способствует конденсации метана. При давлении между одним и пятью барами формируются облака аммиака и сероводорода. При давлении более 5 бар облака могут состоять из аммиака, сульфида аммония, сероводорода и воды. Глубже, при давлении в приблизительно 50 бар, могут существовать облака из водяного льда, при температуре, равной 0 °C. Также, не исключено, что в данной зоне могут быть найдены облака из аммиака и сероводорода.

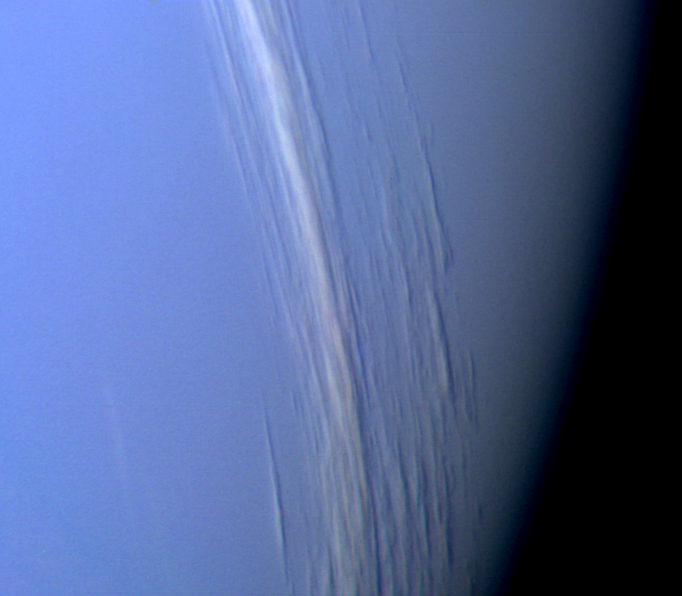
На фото, сделанном «Вояджером-2», виден вертикальный рельеф облаков

Нептун — единственная планета-гигант, на которой видны тени от облаков, отбрасываемые на облачный слой ниже уровнем. Более высокие облака расположены на высоте 50—100 км над основным облачным слоем.
Изучение спектра Нептуна позволяет предполагать, что его более низкая стратосфера затуманена из-за конденсации продуктов ультрафиолетового фотолиза метана, таких как этан и ацетилен. В стратосфере также обнаружены следы циановодорода и угарного газа. Стратосфера Нептуна более тёплая, чем стратосфера Урана из-за более высокой концентрации углеводородов.
По невыясненным причинам термосфера планеты аномально горячая: около 750 К. Для столь высокой температуры планета слишком далека от Солнца, чтобы оно могло так разогреть термосферу ультрафиолетовым излучением. Возможно, этот нагрев — следствие взаимодействия атмосферы с ионами, движущимися в магнитном поле планеты. Согласно другой версии, основой механизма разогревания являются волны гравитации из внутренних областей планеты, которые рассеиваются в атмосфере. Термосфера содержит следы угарного газа и воды, которая попала туда, возможно, из внешних источников, таких как метеориты и пыль.

### Климат
Одно из различий между Нептуном и Ураном — уровень метеорологической активности. «Вояджер-2», пролетавший вблизи Урана в 1986 году, зафиксировал крайне слабую активность атмосферы. В противоположность Урану, на Нептуне были отмечены заметные перемены погоды во время съёмки с «Вояджера-2» в 1989 году.

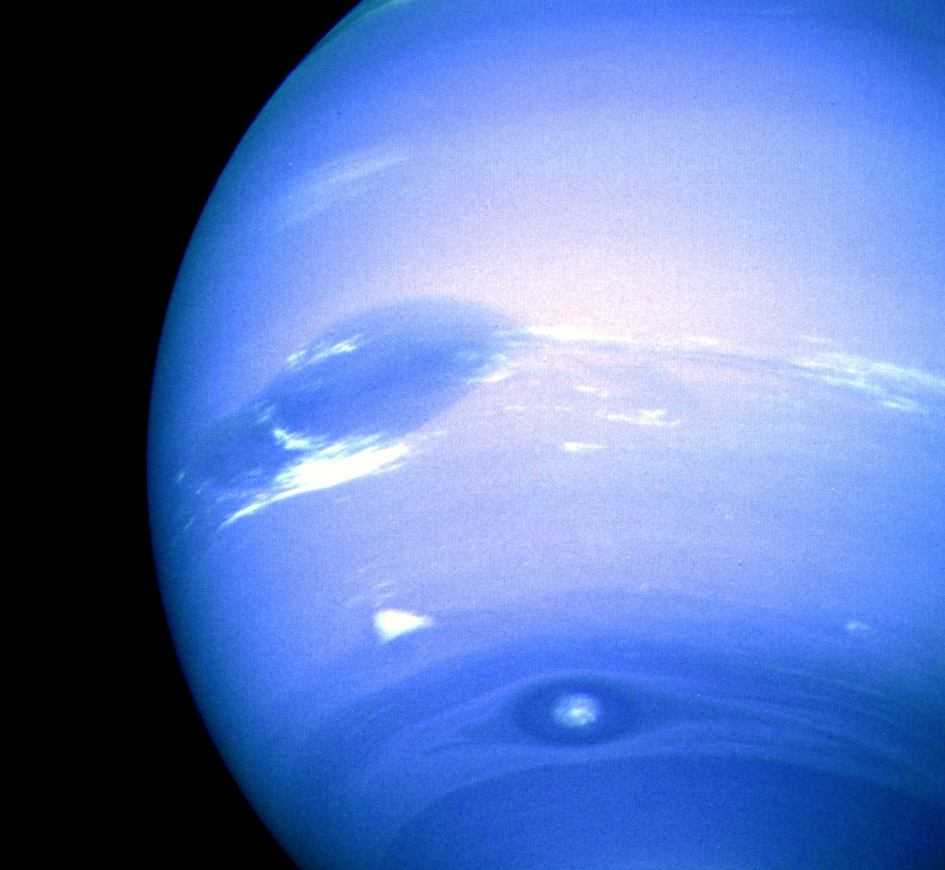
Большое тёмное пятно (слева-посередине), Скутер (белое треугольное облачко слева-внизу) и Малое Тёмное Пятно (внизу)

Погода на Нептуне характеризуется чрезвычайно динамической системой штормов, с ветрами, достигающими околозвуковых, для атмосферы планеты, скоростей (около 600 м/с). В ходе отслеживания движения постоянных облаков было зафиксировано изменение скорости ветра от 20 м/с в восточном направлении к 325 м/с на западном.
В верхнем облачном слое скорости ветров разнятся от 400 м/с вдоль экватора до 250 м/с на полюсах. Большинство ветров на Нептуне дуют в направлении, обратном вращению планеты вокруг своей оси. Общая схема ветров показывает, что на высоких широтах направление ветров совпадает с направлением вращения планеты, а на низких широтах противоположно ему. Различия в направлении воздушных потоков, как полагают, являются поверхностным эффектом, а не проявлением каких-то глубинных атмосферных процессов. Содержание в атмосфере метана, этана и ацетилена в области экватора в десятки и сотни раз выше, чем в области полюсов. Это наблюдение может считаться свидетельством в пользу существования апвеллинга на экваторе Нептуна и опускания газов ближе к полюсам. В 2007 году было замечено, что верхняя тропосфера южного полюса Нептуна была на 10 °C теплее, чем остальная часть Нептуна, где температура в среднем составляет −200 °C. Такая разница в температуре достаточна, чтобы метан, который в других областях верхней части атмосферы Нептуна находится в замороженном виде, просачивался в космос на южном полюсе. Эта «горячая точка» — следствие осевого наклона Нептуна, южный полюс которого уже четверть нептунианского года, то есть примерно 40 земных лет, обращён к Солнцу. По мере того, как Нептун будет медленно продвигаться по орбите к противоположной стороне Солнца, южный полюс постепенно уйдёт в тень, и Нептун подставит Солнцу северный полюс. Таким образом, высвобождение метана в космос переместится с южного полюса на северный.
Из-за сезонных изменений облачные полосы в южном полушарии Нептуна, как наблюдалось, увеличились в размере и альбедо. Эта тенденция была замечена ещё в 1980 году, и продлилась до 2020 года с наступлением на Нептуне нового сезона. Сезоны меняются каждые 40 лет.

### Штормы

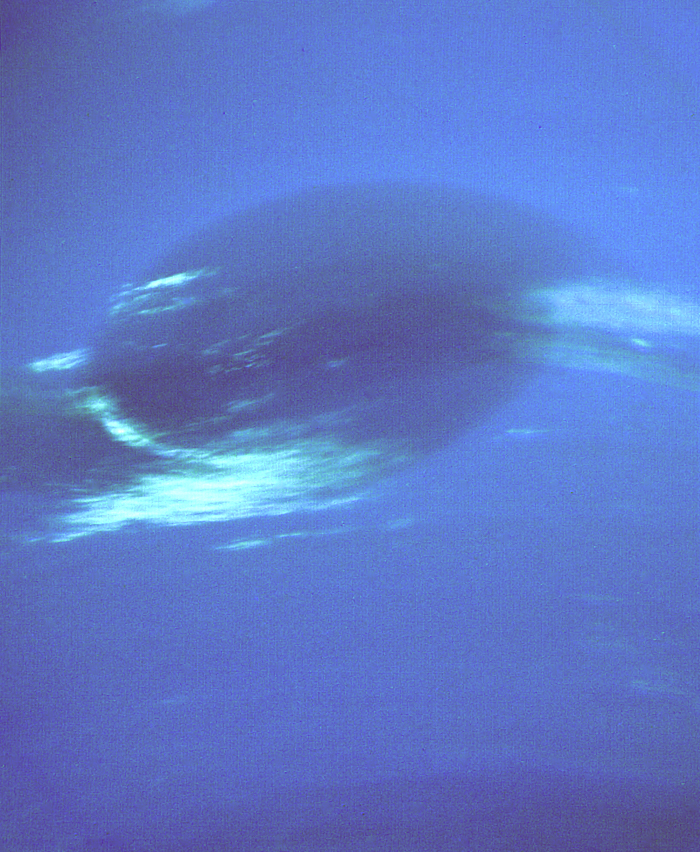
Большое тёмное пятно, фото с «Вояджера-2»

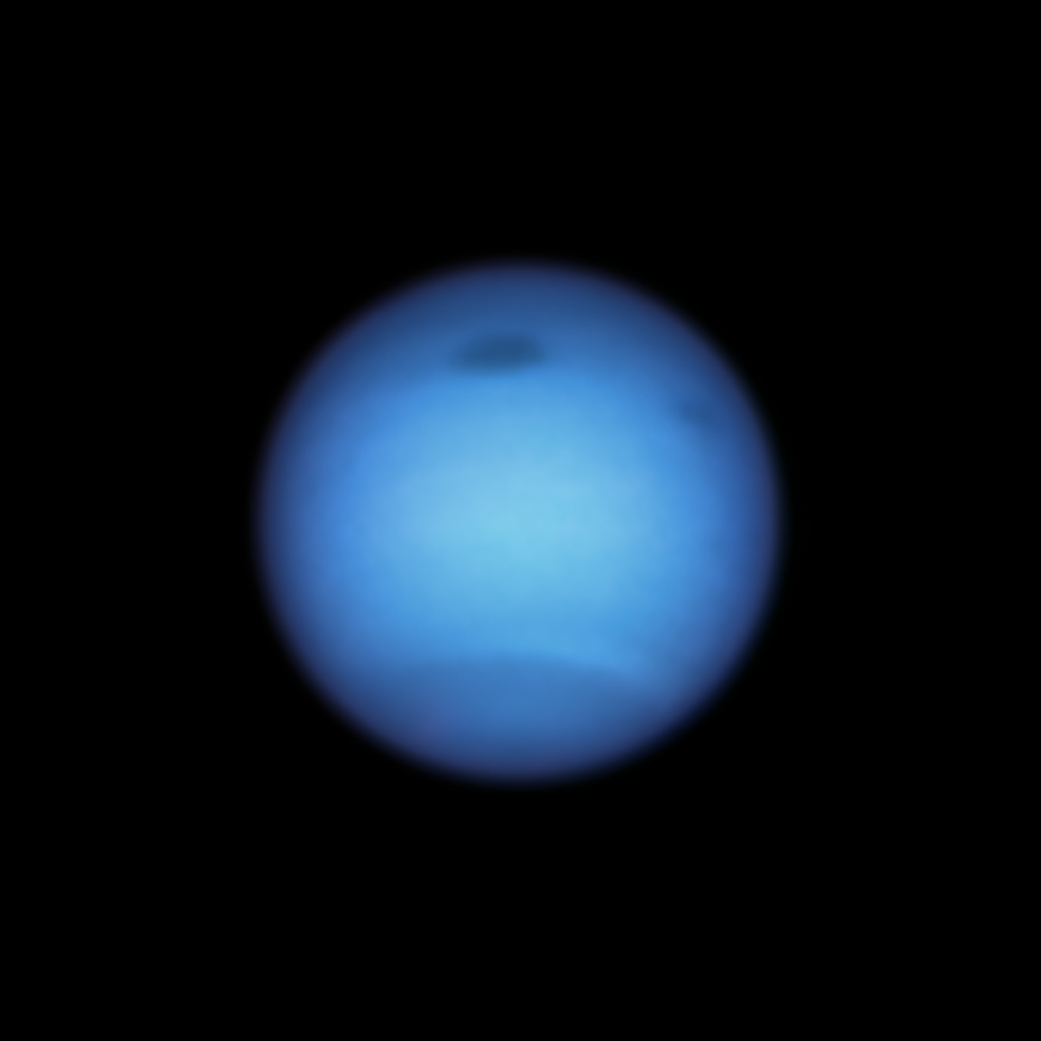
Северное Большое Тёмное пятно и Малое тёмное пятно, снимок телескопа Хаббл, 2020 год

В 1989 году аппаратом НАСА «Вояджер-2» было открыто Большое Тёмное Пятно, устойчивый высокоскоростной шторм-антициклон размерами 13 000 × 6600 км. Этот атмосферный шторм напоминал Большое красное пятно Юпитера, однако 2 ноября 1994 года космический телескоп «Хаббл» не обнаружил его на прежнем месте. Вместо него новое похожее образование было обнаружено в северном полушарии планеты.
«Скутер» — это другой шторм, обнаруженный южнее Большого тёмного пятна. Его название — следствие того, что ещё за несколько месяцев до сближения «Вояджера-2» с Нептуном было ясно, что эта группа облаков перемещалась гораздо быстрее Большого тёмного пятна. Последующие изображения позволили обнаружить ещё более быстрые, чем «Скутер», группы облаков. Малое Тёмное Пятно, второй по интенсивности шторм, наблюдавшийся во время сближения «Вояджера-2» с планетой в 1989 году, расположено ещё южнее. Первоначально оно казалось полностью тёмным, но при сближении яркий центр Малого тёмного пятна стал виднее, что можно заметить на большинстве чётких фотографий с высоким разрешением.
«Тёмные пятна» Нептуна, как полагают, находятся в тропосфере на более низких высотах, чем более яркие и заметные облака.
Таким образом, они кажутся своеобразными дырами в верхнем облачном слое. Поскольку эти штормы носят устойчивый характер и могут существовать в течение нескольких месяцев, они, как считается, имеют вихревую структуру. Часто связываются с тёмными пятнами более яркие, постоянные облака метана, которые формируются в тропопаузе.
Постоянство сопутствующих облаков показывает, что некоторые прежние «тёмные пятна» могут продолжить своё существование как циклон, даже при том что они теряют тёмный окрас. Тёмные пятна могут рассеяться, если они движутся слишком близко к экватору или через некий иной неизвестный пока механизм. В 2017 году на обсерватории Кека сфотографировали ураган вблизи экватора Нептуна диаметром ~9000 км или около 3/4 диаметра Земли.

### Внутреннее тепло
Более разнообразная погода на Нептуне, по сравнению с Ураном, как полагают, — следствие более высокой внутренней температуры. При этом Нептун в полтора раза удалённее от Солнца, чем Уран, и получает лишь 40 % от того количества солнечного света, которое получает Уран. Поверхностные же температуры этих двух планет примерно равны. Верхние области тропосферы Нептуна достигают весьма низкой температуры в −221,4 °C. На глубине, где давление равняется 1 бару, температура достигает −201,15 °C. Глубже идут газы, однако температура устойчиво повышается. Как и с Ураном, механизм нагрева неизвестен, но несоответствие большое: Уран излучает в 1,1 раза больше энергии, чем получает от Солнца. Нептун же излучает в 2,61 раза больше, чем получает, его внутренний источник тепла добавляет 161 % к энергии, получаемой от Солнца.
Хотя Нептун — самая далёкая от Солнца планета, его внутренней энергии оказывается достаточно, чтобы породить самые быстрые ветры в Солнечной системе. Предлагается несколько возможных объяснений, включая радиогенный нагрев ядром планеты (подобно разогреву Земли радиоактивным калием-40), образование из метана других углеводородов с последующим всплытием выделяющегося водорода, а также конвекция в нижней части атмосферы, которая приводит к торможению гравитационных волн над тропопаузой.

### Полярные сияния

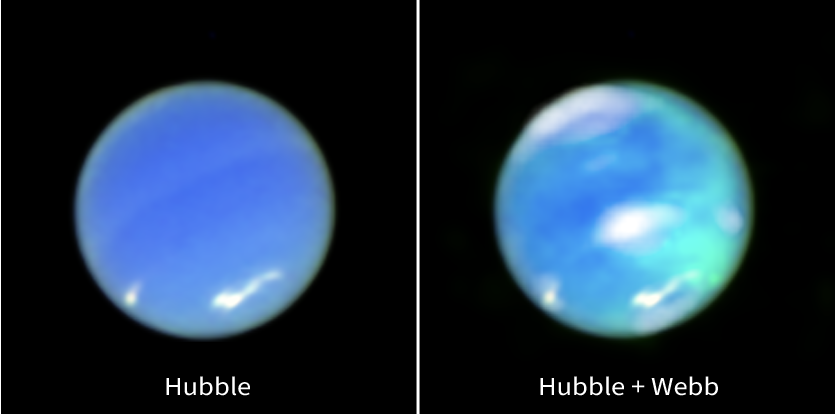
Слева: изображение Нептуна в видимом свете, полученное космическим телескопом Хаббл.Справа: изображение Хаббла, совмещённое с изображением в ближнем инфракрасном диапазоне, полученным телескопом Джеймса Уэбба. Поскольку полярные сияния невозможно наблюдать в видимом диапазоне, их изображение в ближнем инфракрасном диапазоне было отображено в оттенках голубого.

В марте 2025 года на Нептуне была впервые  обнаружена яркая полярная активность. Такое открытие астрономы сделали путём наложения изображений, полученных с помощью космического телескопа Хаббл и телескопа Джеймса Уэбба ASA.

## Формирование и миграция

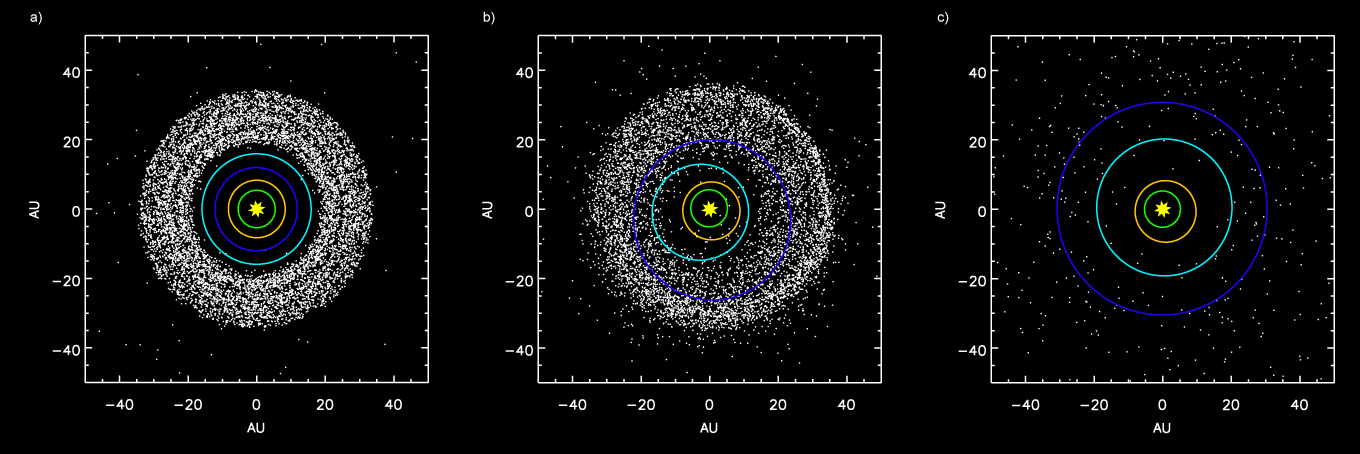
Модель внешних планет и пояса Койпера: а) до того как Юпитер и Сатурн вступили в резонанс 2:1; б) рассеяние объектов пояса Койпера в Солнечной системе после изменения орбиты Нептуна; c) после выбрасывания тел пояса Койпера Юпитером

Для формирования ледяных гигантов — Нептуна и Урана — оказалось трудно создать точную модель. Современные модели полагают, что плотность материи во внешних регионах Солнечной системы была слишком низкой для формирования таких крупных тел традиционно принятым методом аккреции материи на ядро. Чтобы объяснить эволюцию Урана и Нептуна, было выдвинуто множество гипотез. Одна из них считает, что оба ледяных гиганта не сформировались методом аккреции, а появились из-за нестабильностей внутри изначального протопланетного диска, и позднее их атмосферы были «сдуты» излучением массивной звезды спектрального класса O или B.
Другая концепция заключается в том, что Уран и Нептун сформировались ближе к Солнцу, где плотность материи была выше, и впоследствии переместились на нынешние орбиты. Эта гипотеза миграции имеет поддержку благодаря способности лучше объяснить населённость малых объектов, наблюдаемых в транснептуновом регионе. В настоящее время наиболее широко распространено объяснение этой гипотезы, известное как модель Ниццы, которая исследует влияние мигрирующего Нептуна и других планет-гигантов на структуру пояса Койпера.

## Спутники и кольца
У Нептуна известно 16 спутников, причём одному из них принадлежит более 99,5 % их суммарной массы, и лишь он массивен настолько, чтобы стать сфероидальным. Это Тритон, открытый Уильямом Ласселом всего через 17 дней после открытия Нептуна. В отличие от всех остальных крупных спутников планет в Солнечной системе, Тритон обладает ретроградной орбитой. Возможно, он был захвачен гравитацией Нептуна, а не сформировался на месте, и, возможно, когда-то был карликовой планетой в поясе Койпера. Он достаточно близок к Нептуну, чтобы постоянно находиться в синхронном вращении. Из-за приливного ускорения Тритон медленно двигается по спирали к Нептуну, и, в конечном счёте, будет разрушен при достижении предела Роша, в результате чего образуется кольцо, которое может быть более мощным, чем кольца Сатурна. Согласно расчётам специалистов Центра радиофизики и космоса Корнеллского университета, это произойдёт приблизительно через 3,6 миллиарда либо через 1,4 миллиарда лет, в зависимости от того, в каком из экстремумов Кассини находится гамильтоновское вращение Тритона в текущую эпоху. В 1989 году была проведена оценка температуры Тритона, которая составила −235 °C (38 К). На тот момент это было наименьшее измеренное значение для объектов в Солнечной системе, обладающих геологической активностью. Тритон — один из трёх спутников планет Солнечной системы, имеющих атмосферу (наряду с Ио и Титаном). Не исключено существование под ледяной корой Тритона жидкого океана, подобного океану Европы.

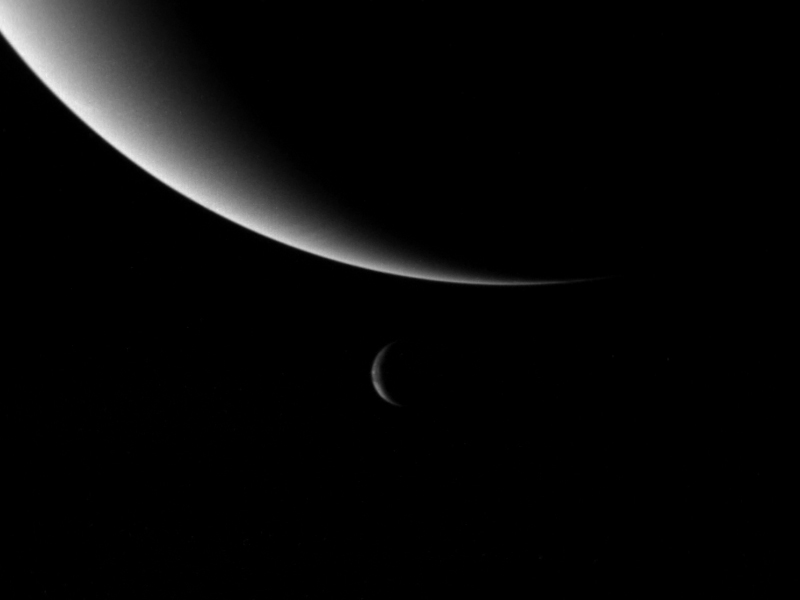
Нептун (вверху) и Тритон (ниже)

Второй (по времени открытия) известный спутник Нептуна — Нереида, спутник неправильной формы с одним из самых высоких эксцентриситетов орбиты среди прочих спутников Солнечной системы. Эксцентриситет в 0,7507 даёт ей апоцентр, в 7 раз больший его перицентра.

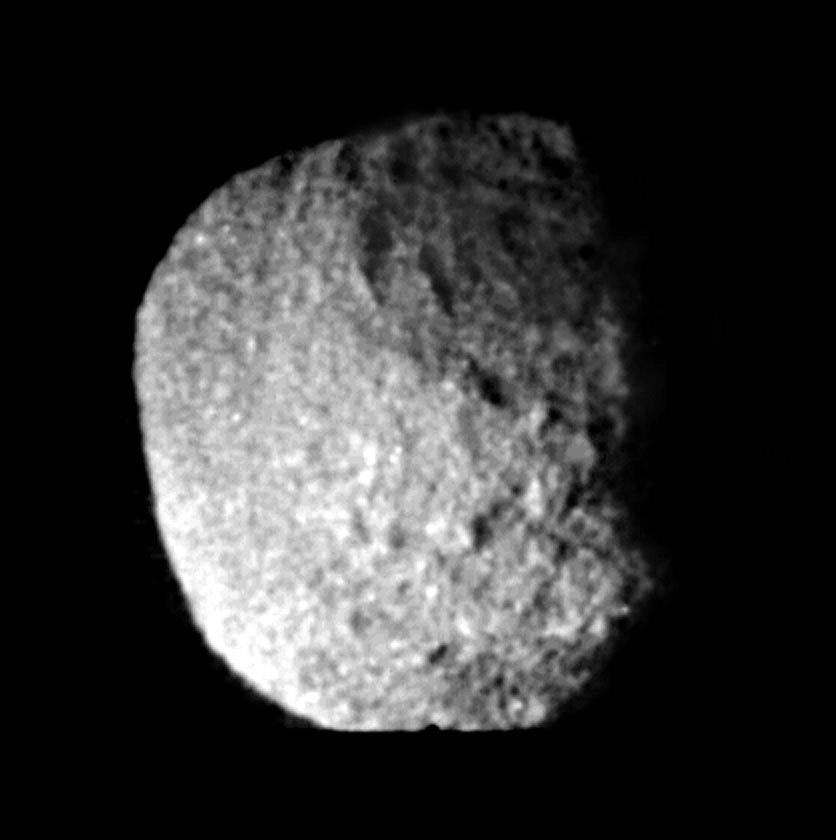
Спутник Нептуна Протей

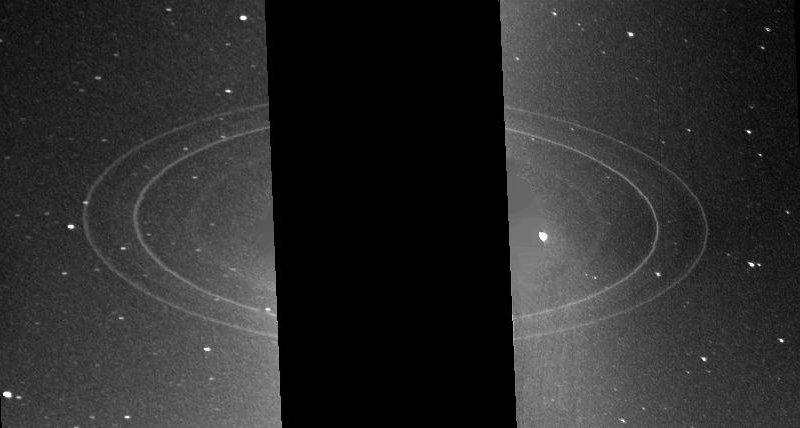
Пара снимков колец Нептуна снятые «Вояджером-2»

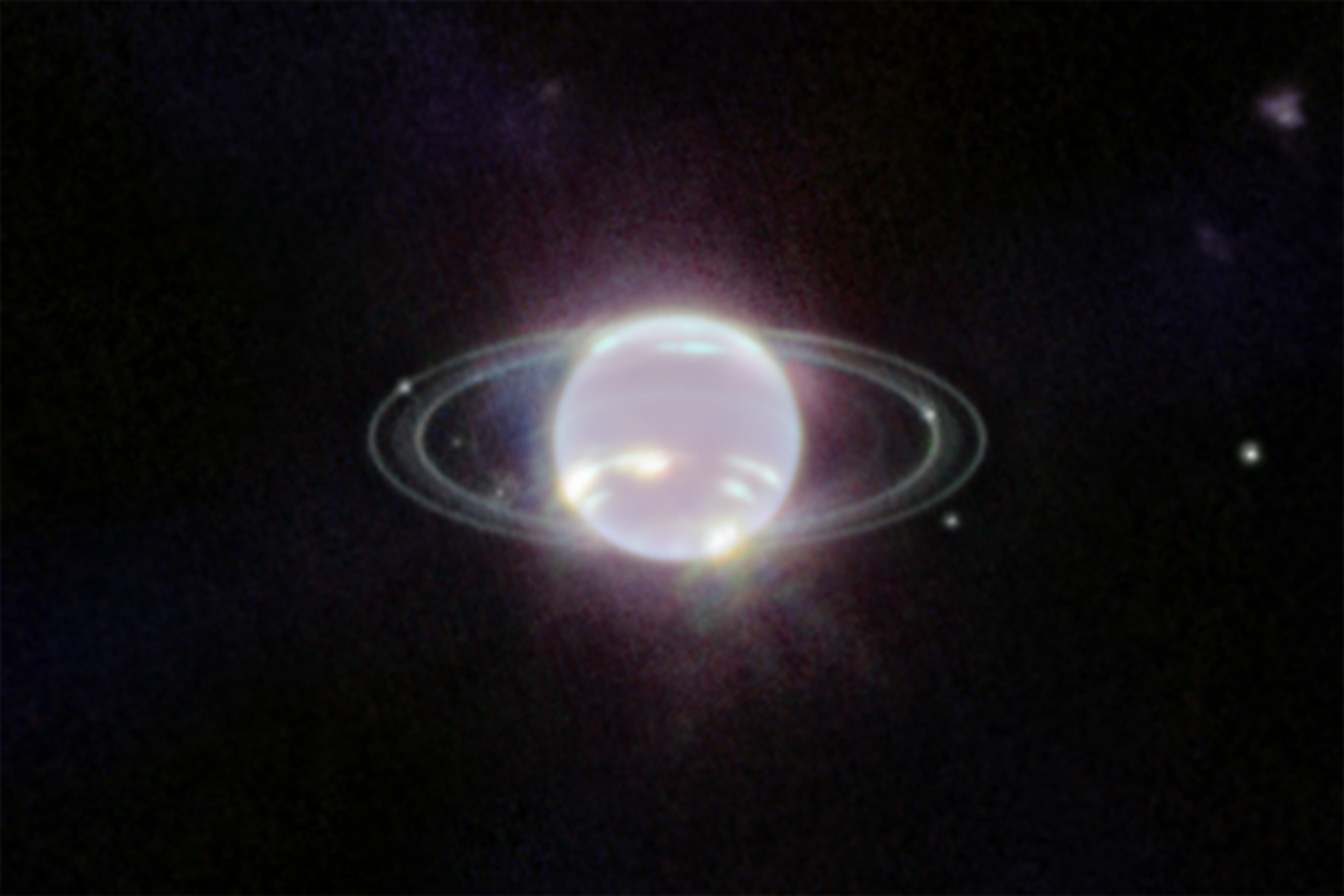
Снимок Нептуна, его колец и спутников, полученный в ближнем инфракрасном диапазоне камерой NIRCam космического телескопа Джеймс Уэбб.

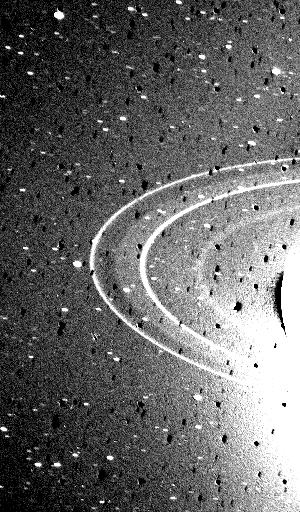
Кольца Нептуна, снятые «Вояджером-2»

С июля по сентябрь 1989 года «Вояджер-2» обнаружил 6 новых спутников Нептуна. Среди них примечателен спутник Протей неправильной формы. Он интересен тем, что являет собой пример, насколько крупными могут быть небесные тела, которые несмотря на свои размеры и массу, не стянуты в шар собственной гравитацией. Второй по массе спутник Нептуна составляет лишь четверть процента от массы Тритона.
Четыре самые внутренние спутника Нептуна — Наяда, Таласса, Деспина и Галатея. Их орбиты так близки к Нептуну, что находятся в пределах его колец. Следующая за ними, Ларисса, была первоначально открыта в 1981 году при покрытии звезды. Сначала покрытие было приписано дугам колец, но когда «Вояджер-2» посетил Нептун в 1989 году, выяснилось, что покрытие было произведено спутником. Между 2002 и 2003 годом было открыто ещё 5 спутников Нептуна неправильной формы, о чём было сообщено в 2004 году. 14-й спутник, позже получивший название Гиппокамп, был открыт на снимках телескопа «Хаббл» от 2009 года в 2013 году; его размер оценивают в 16—20 км. Поскольку Нептун был римским богом морей, его спутники называют в честь меньших морских божеств.

### Кольца
У Нептуна есть кольцевая система, хотя гораздо менее существенная, чем, к примеру, у Сатурна. Кольца могут состоять из ледяных частиц, покрытых силикатами, или основанным на углероде материалом, — наиболее вероятно, это он придаёт им красноватый оттенок.
В 2022 году с помощью космического телескопа «Джеймс Уэбб» были впервые получены чёткие снимки колец Нептуна в ближнем инфракрасном диапазоне (длины волн от 0,6 до 5 мкм). Кроме нескольких узких ярких колец на снимках видны более тусклые пылевые кольца, многие из которых удалось заснять впервые со времени посещения окрестностей Нептуна зондом «Вояджер-2» в 1989 году, поскольку они плохо различимы в диапазоне видимого света.

## Наблюдения
Нептун не виден невооружённым глазом, так как его звёздная величина находится между +7,7 и +8,0. Таким образом, Галилеевы спутники Юпитера, карликовая планета Церера и астероиды (4) Веста, (2) Паллада, (7) Ирида, (3) Юнона и (6) Геба ярче него на небе. Для уверенного наблюдения планеты необходим телескоп c увеличением от 200× и выше и диаметром не менее 200—250 мм. В этом случае можно увидеть Нептун как небольшой голубоватый диск, похожий на Уран. В бинокль 7×50 его можно заметить как слабую звезду.

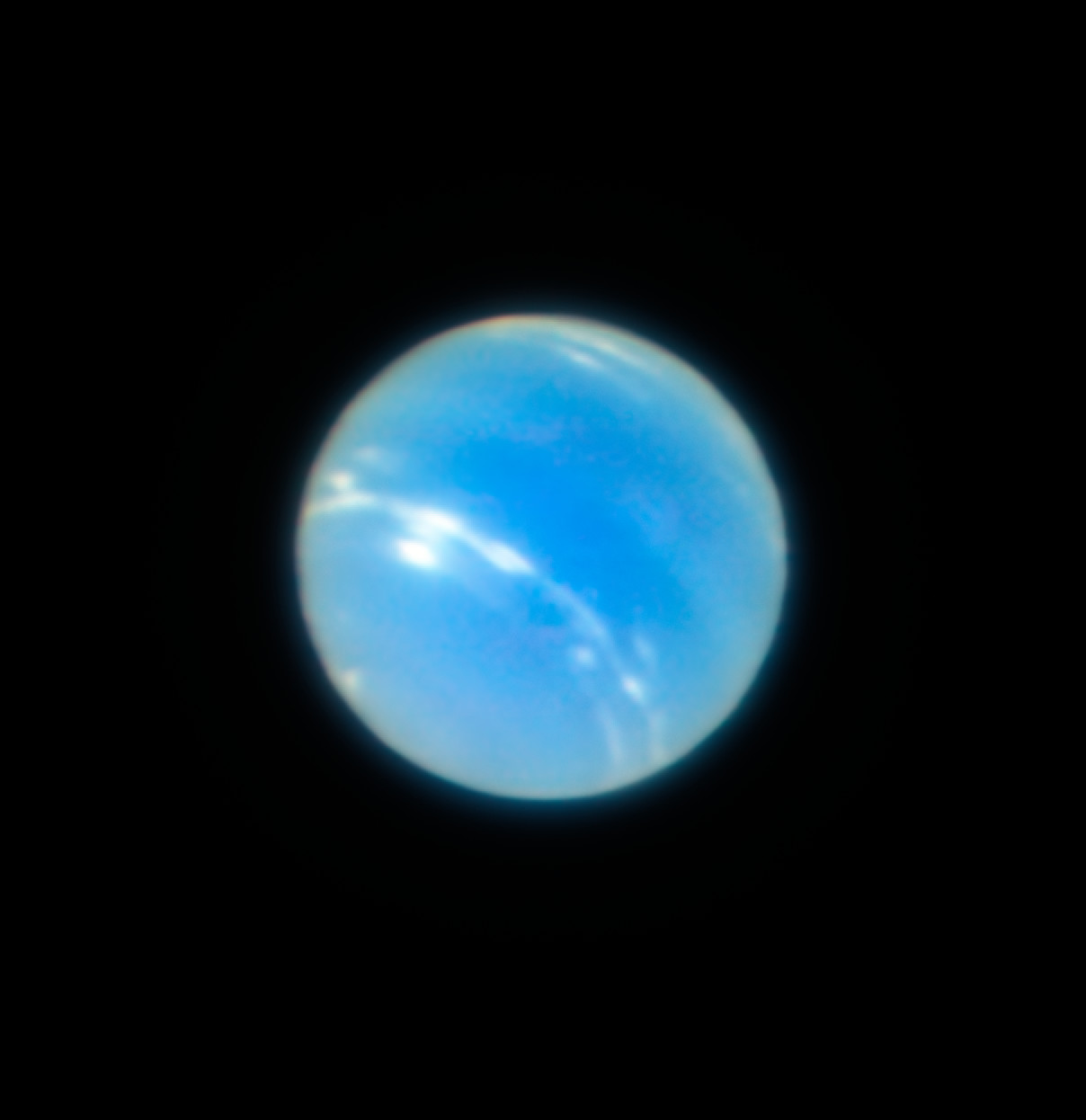
Снимок планеты Нептун, полученный 18 июля 2018 года с помощью инструмента Многофункциональный спектроскопический исследователь на VLT, является самым чётким изображением Нептуна с Земли и резче, чем изображение, полученное с космического телескопа Хаббл

Из-за большой отдалённости Нептуна от Земли его угловой диаметр меняется лишь в пределах 2,2—2,4 угловых секунд. Это наименьшее значение среди планет Солнечной системы, поэтому визуальное наблюдение деталей поверхности Нептуна затруднено. Поэтому телескопических данных о нём было очень мало до появления космического телескопа «Хаббл» и крупных наземных телескопов с адаптивной оптикой. В 1977 году, к примеру, не был достоверно известен даже период вращения Нептуна.
Для земного наблюдателя каждые 367 дней Нептун вступает в кажущееся ретроградное движение, таким образом, образуя своеобразные воображаемые петли на фоне звёзд во время каждого противостояния. В апреле и июле 2010 года и в октябре и ноябре 2011 года эти орбитальные петли привели его близко к тем координатам, где он был открыт в 1846 году.
В радиодиапазоне наблюдается непрерывное излучение Нептуна и нерегулярные вспышки. И то и другое объясняют вращающимся магнитным полем планеты. В инфракрасной части спектра на более холодном фоне чётко видны волнения в глубине атмосферы Нептуна (т. н. «штормы»), порождённые теплом от сжимающегося ядра. Наблюдения позволяют с высокой долей достоверности установить их форму и размер, а также отслеживать их передвижения.

## История открытия

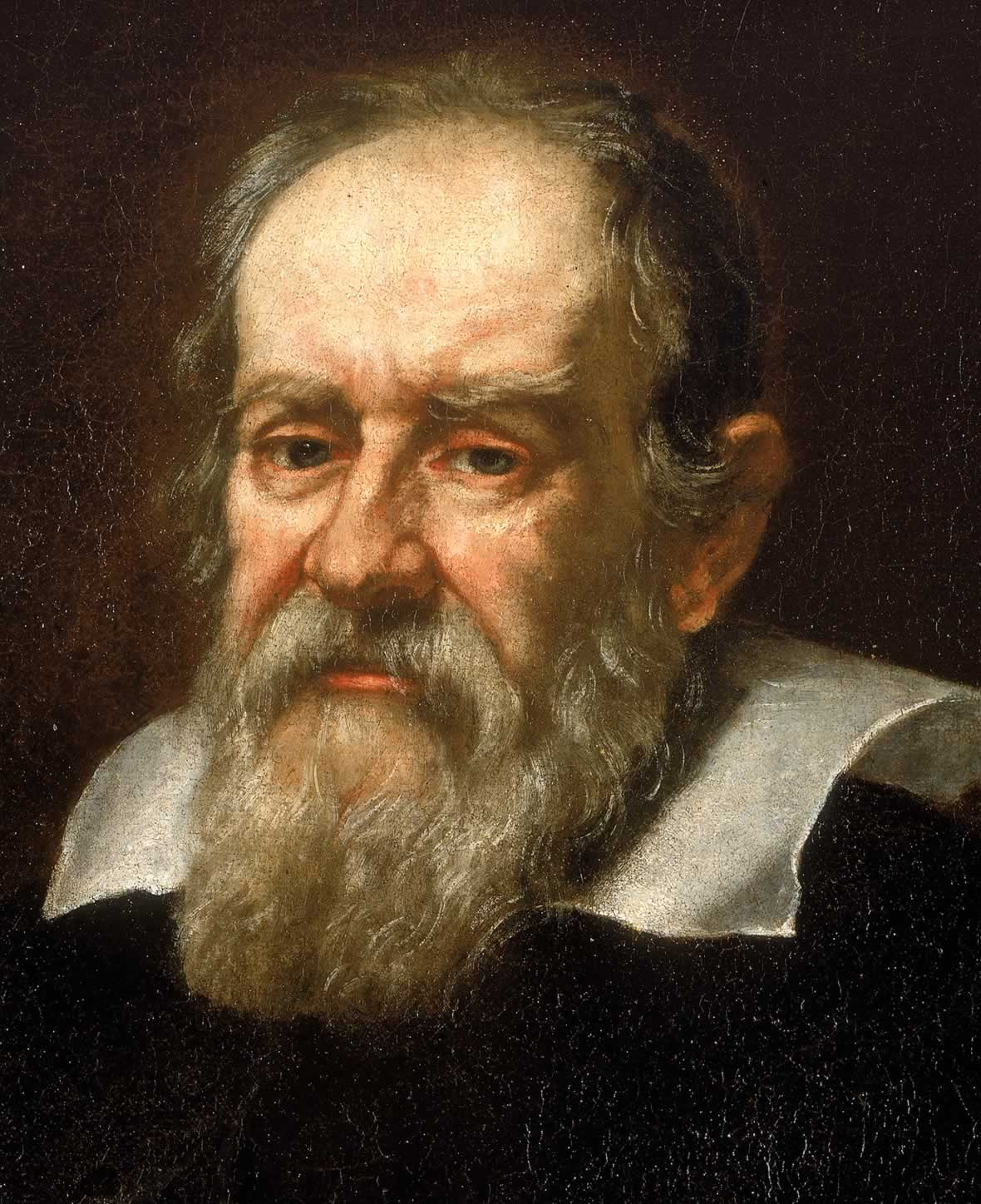
Галилео Галилей

Согласно зарисовкам, Галилео Галилей наблюдал Нептун 27 и 28 декабря 1612 года, а затем 28 января 1613 года. Однако в обоих случаях Галилей принял планету за неподвижную звезду в соединении с Юпитером на ночном небе. Поэтому Галилей не считается первооткрывателем Нептуна.
Во время первого периода наблюдений в декабре 1612 года Нептун был в точке стояния, как раз в день наблюдений он перешёл к попятному движению. Видимое попятное движение наблюдается, когда Земля обгоняет по своей орбите внешнюю планету. Поскольку Нептун был вблизи точки стояния, движение планеты было слишком слабым, чтобы быть замеченным с помощью маленького телескопа Галилея.
В 1821 году Алексис Бувар опубликовал астрономические таблицы орбиты Урана.

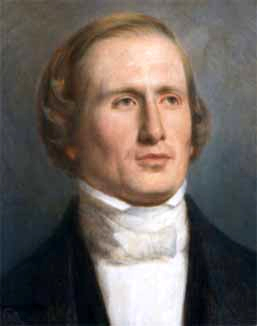
Урбен Леверье, математик, открывший Нептун «на кончике пера»

Более поздние наблюдения показали существенные отклонения реального движения Урана от таблиц. В частности, английский астроном Т. Хасси на основе собственных наблюдений обнаружил аномалии в орбите Урана и предположил, что они могут быть вызваны наличием внешней планеты. В 1834 Хасси посетил Бувара в Париже и обсудил с ним вопрос об этих аномалиях. Бувар согласился с гипотезой Хасси и обещал провести расчёты, необходимые для поиска гипотетической планеты, если найдёт время для этого, но в дальнейшем не занимался этой проблемой. В 1843 году Джон Куч Адамс вычислил орбиту гипотетической восьмой планеты для объяснения изменения в орбите Урана. Он послал свои вычисления сэру Джорджу Эйри, королевскому астроному, а тот в ответном письме попросил разъяснений. Адамс начал набрасывать ответ, но почему-то так и не отправил его и в дальнейшем не настаивал на серьёзной работе по данному вопросу.
Урбен Леверье независимо от Адамса в 1845—1846 годах провёл свои собственные расчёты, но астрономы Парижской обсерватории не разделяли его энтузиазма и проводить поиски предполагаемой планеты не стали. В июне 1846 года, ознакомившись с первой опубликованной Леверье оценкой долготы планеты и убедившись в её схожести с оценкой Адамса, Эйри убедил директора Кембриджской обсерватории Д. Чэллиса начать поиски планеты, которые безуспешно продолжались в течение августа и сентября. Чэллис дважды наблюдал Нептун, но, вследствие того, что он отложил обработку результатов наблюдений на более поздний срок, ему не удалось своевременно идентифицировать искомую планету.
Тем временем Леверье удалось убедить астронома Берлинской обсерватории Иоганна Готтфрида Галле заняться поисками планеты. Генрих д’Арре, студент обсерватории, предложил Галле сравнить недавно нарисованную карту неба в районе предсказанного Леверье местоположения с видом неба на текущий момент, чтобы заметить передвижение планеты относительно неподвижных звёзд. Планета была обнаружена в первую же ночь примерно после одного часа поисков. Вместе с директором обсерватории Иоганном Энке в течение двух ночей они продолжили наблюдение участка неба, где находилась планета, в результате чего им удалось обнаружить её передвижение относительно звёзд и убедиться, что это действительно новая планета. Нептун был обнаружен 23 сентября 1846 года, в пределах 1° от координат, предсказанных Леверье, и примерно в 12° от координат, предсказанных Адамсом.
Вслед за открытием последовал спор между англичанами и французами за право считать открытие Нептуна своим. В конечном счёте консенсус был найден и было принято решение считать Адамса и Леверье сооткрывателями. В 1998 году были вновь найдены так называемые «бумаги Нептуна» (имеющие историческое значение бумаги из Гринвичской обсерватории), которые были незаконно присвоены астрономом Олином Дж. Эггеном, хранились у него в течение почти трёх десятилетий и были найдены в его владении только после его смерти.
После пересмотра документов некоторые историки теперь полагают, что Адамс не заслуживает равных с Леверье прав на открытие Нептуна (что, впрочем, подвергалось сомнениям и ранее: например Деннисом Роулинсом ещё с 1966 года). В 1992 году в статье в журнале «Dio» Д. Роулинс назвал требования британцев признать равноправие Адамса на открытие воровством. «Адамс проделал некоторые вычисления, но он был немного не уверен в том, где находится Нептун», — сказал Николас Коллеструм из Университетского колледжа Лондона в 2003 году.

### Название
Некоторое время после открытия Нептун обозначался просто как «внешняя от Урана планета» или как «планета Леверье». Первым, кто выдвинул идею об официальном наименовании, был Галле, предложивший название «Янус». В Англии Чайлз предложил другое название: «Океан».
Утверждая, что имеет право дать наименование открытой им планете, Леверье предложил назвать её Нептуном, ложно утверждая, что такое название одобрено французским бюро долгот. В октябре он пытался назвать планету по своему имени — «Леверье» — и был поддержан директором обсерватории Франсуа Араго, однако эта инициатива натолкнулась на существенное сопротивление за пределами Франции. Французские альманахи очень быстро вернули название Гершель для Урана, в честь её первооткрывателя Уильяма Гершеля, и Леверье для новой планеты.
Директор Пулковской обсерватории Василий Струве отдал предпочтение названию «Нептун». О причинах своего выбора он сообщил на съезде Императорской Академии наук в Петербурге 29 декабря 1846 года. Профессор Гаусс и профессор Энке одобрили это наименование. В римской мифологии Нептун — бог моря и соответствует греческому Посейдону. Потребность в таком названии соответствовала названиям других планет, которые, за исключением Земли, были названы в честь божеств греческой и римской мифологии.
В честь самой планеты Нептун был назван химический элемент нептуний, следующий в периодической системе за ураном подобно тому, как в Солнечной системе Нептун является следующей от Солнца планетой после Урана

### Статус
С момента открытия и до 1930 года Нептун оставался самой далёкой от Солнца известной планетой. После открытия Плутона Нептун стал предпоследней планетой, за исключением 1979—1999 годов, когда Плутон находился ближе к Солнцу внутри орбиты Нептуна. Открытие в поясе Койпера начиная с 1992 года новых транснептуновых объектов привело к обсуждению вопроса о том, следует ли считать Плутон планетой или стоит признать его частью пояса Койпера. В 2006 году Международный астрономический союз принял новое определение термина «планета» и классифицировал Плутон как карликовую планету, и, таким образом, вновь сделал Нептун самой дальней планетой Солнечной системы.

## Исследование
Ещё в конце 1960-х годов представления о Нептуне несколько отличались от сегодняшних. Хотя были относительно точно известны сидерический и синодический периоды обращения вокруг Солнца, среднее расстояние от Солнца, наклон экватора к плоскости орбиты, существовали и параметры, измеренные менее точно. В частности, масса оценивалась в 17,26 земных вместо 17,15; экваториальный радиус в 3,89 вместо 3,88 от земных. Звёздный период обращения вокруг оси оценивался в 15 часов 8 минут вместо 15 часов и 58 минут, что является наиболее существенным расхождением текущих знаний о планете со знаниями того времени.
В некоторых моментах разночтения были и позже. Первоначально, до полёта Вояджера-2, предполагалось, что магнитное поле Нептуна имеет такую же конфигурацию, как поля Земли и Сатурна. По последним представлениям, поле Нептуна имеет вид т. н. «наклонного ротатора». Географические и магнитные «полюса» Нептуна (если представить его поле дипольным эквивалентом) оказались под углом друг к другу более 45°. Таким образом, при вращении планеты её магнитное поле описывает конус.

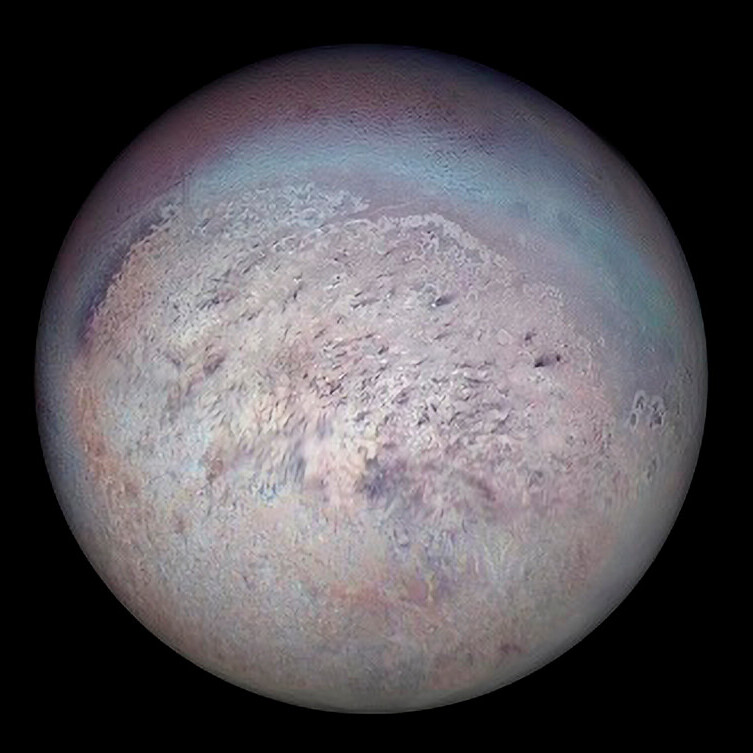
Изображение Тритона с «Вояджера-2»

Ближе всего к Нептуну «Вояджер-2» подошёл 25 августа 1989 года. Так как Нептун был последней крупной планетой, которую мог посетить космический аппарат, было решено совершить близкий пролёт вблизи Тритона, не считаясь с последствиями для траектории полёта. Схожая задача стояла и перед «Вояджером-1» — пролёт вблизи Сатурна и его крупнейшего спутника — Титана. Изображения Нептуна, переданные на Землю «Вояджером-2», стали основой для появления в 1989 году в Публичной телевещательной службе программы на всю ночь под названием «Нептун всю ночь».
Во время сближения сигналы с аппарата шли до Земли 246 минут. Поэтому, по большей части, миссия «Вояджера-2» опиралась на предварительно загруженные команды для сближения с Нептуном и Тритоном, а не на команды с Земли. «Вояджер-2» совершил достаточно близкий проход вблизи от Нереиды, прежде чем прошёл всего в 4400 км от атмосферы Нептуна 25 августа. Позднее в тот же день «Вояджер» пролетел вблизи Тритона.
«Вояджер-2» подтвердил существование магнитного поля планеты и установил, что оно наклонено, как и поле Урана. Вопрос о периоде вращения планеты был решён измерением радиоизлучения. «Вояджер-2» также показал необычно активную погодную систему Нептуна. Было открыто 6 новых спутников планеты и кольца, которых, как оказалось, было несколько.

### Планируемые космические миссии
Neptune Odyssey — разрабатываемая НАСА миссия полёта космического зонда к Нептуну. Старт миссии запланирован на 2031 год; ожидается что зонд прибудет на Нептун в 2043 году.
Китайское национальное космическое управление изучает концепцию запуска зондов, похожих на «Вояджеры», предварительно названную Interstellar Express. Оба зонда планируется запустить в 2024 году в разных направлениях для изучения противоположных сторон гелиосферы. Второй зонд под названием IHP-2 должен будет пролететь мимо Нептуна в январе 2038 года.

## Нептун в массовой культуре
В 1847 году Афанасий Фет написал стихотворение, посвящённое открытию Нептуна.
Нептун появлялся во многих фантастических произведениях и экранизациях.
Так, в романе Олафа Стэплдона «Последние и первые люди» он был последним местом обитания людей во время гибели Солнечной системы. В фильме «К звёздам» (2019) главный герой в исполнении Брэда Питта отправляется на Нептун, чтобы найти своего отца-астронавта. Также Нептун был показан в мультсериале «Футурама», пилотном эпизоде Star Trek: Enterprise и девятом эпизоде девятого сезона телесериала «Доктор Кто».

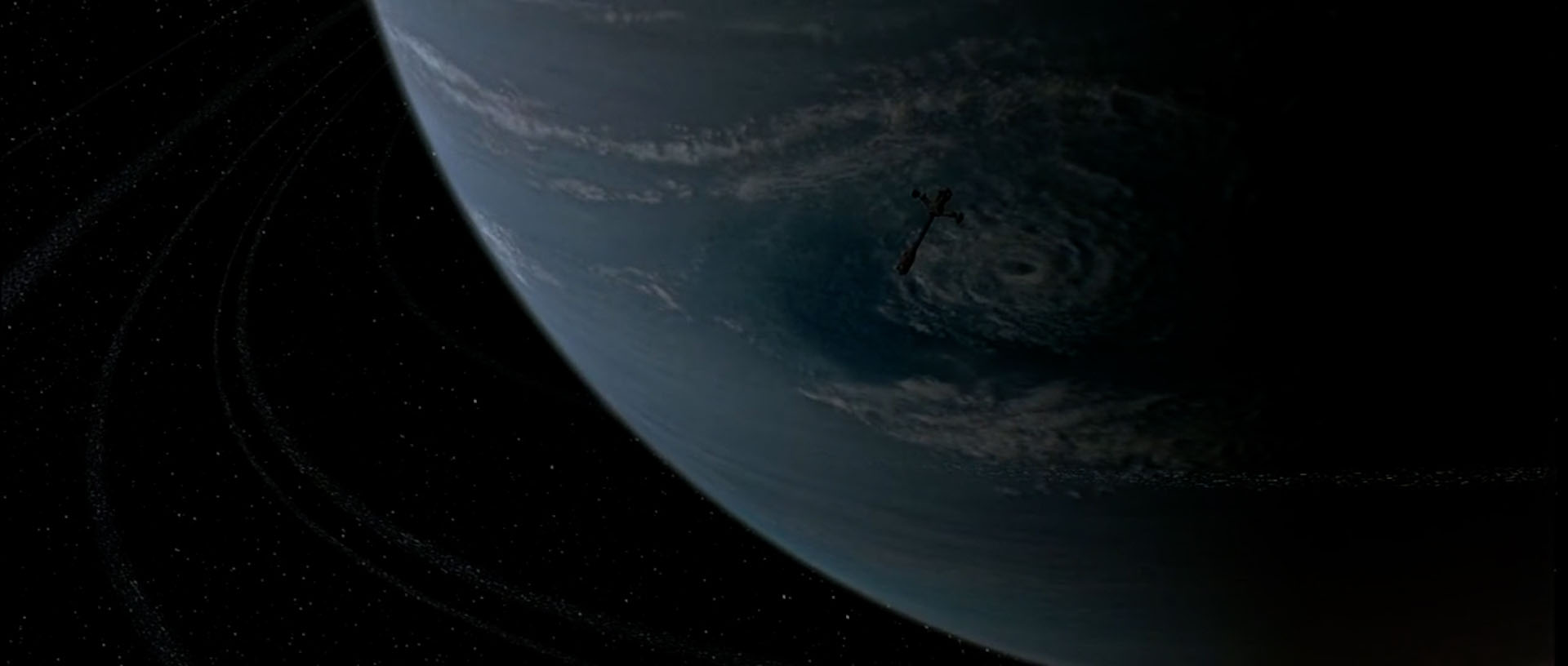
Нептун в фильме «Сквозь горизонт»

В американском научно-фантастическом фильме «Сквозь горизонт» 1997 года секретный космический корабль, способный создавать искусственную черную дыру и мгновенно перемещаться в любую точку Вселенной, исчезает во время первого запуска возле Нептуна и появляется вновь спустя 7 лет в том же месте. К Нептуну отправляют спасательный корабль, чтобы исследовать, что случилось с первым кораблем и спасти членов команды, если они еще живы. Действие фильма происходит на огромном космическом корабле «Сквозь горизонт», который висит в атмосфере Нептуна, окутан густыми облаками и озаряется электрическими разрядами.
Астрономический символ Нептуна —  — стилизованная версия трезубца бога Нептуна. Существует альтернативный символ, который изображает инициалы Леверье, открывшего планету. Такой символ уже не используется.